# NGC 4497
NGC 4497 (również IC 3452, PGC 41457 lub UGC 7665) – galaktyka spiralna z poprzeczką (SB0-a), znajdująca się w gwiazdozbiorze Panny. Odkrył ją William Herschel 15 marca 1784 roku. Należy do Gromady w Pannie.